# 1964 v dopravě
Tento článek obsahuje seznam událostí souvisejících s dopravou, které proběhly roku 1964.

## Události
- 25. ledna 1964

 Železniční neštěstí v obci Zákolany. Nákladní vlak jedoucí z Kladna s nákladem výrobků z místních oceláren narazil při vjezdu do nádraží do osobního vlaku plného cestujících, který vyjížděl ze stanice opačným směrem. Při tragédii a na její následky zemřelo 14 lidí a dalších 18 bylo zraněno. Silně poškozeny byly obě lokomotivy a zcela zdemolováno 36 vagonů.
- 16. března 1964

  Byla zahájena stavba širokorozchodné trati Haniska pro Košiciach – Užhorod.
- 30. června 1964

 Byla uvedena do provozu elektrizace na úseku Dětmarovice – Karviná – Český Těšín – Mosty u Jablunkova. Tím bylo umožněno přímé propojení hlavních tratí Česka a Slovenska elektrickými vlaky.
- 27. srpna 1964

 Lokomotiva 498.106 „Albatros“ dosáhla na zkušebním okruhu u Cerhenic rychlosti 162 km/h. Jedná se o rychlostní rekord československých parních lokomotiv.
- 1. října 1964

 Začal provoz na vysokorychlostní trati Tokaido Šinkansen – první trati sítě Šinkansen v Japonsku.
- 24. října 1964

 Byl otevřen první úsek rakouské dálnice A7 od dálnice A1 ke sjezdu Salzburger Straße.
- 22. prosince 1964

 Byl zahájen provoz na tzv. Polanecké spojce – trati Ostrava-Kunčice – Ostrava-Vítkovice – Polanka nad Odrou / Ostrava-Poruba (nynější Ostrava-Svinov).